# Balogh Géza (rendező)
Balogh Géza (Budapest, 1936. május 30. –) magyar rendező, színháztörténész, bábtörténész, műfordító, író, dramaturg.
Szülei tisztviselők, édesapja jogász, 1957-ig a Fővárosi Tanácsnál dolgozott, majd elbocsátották. Ezután az István Kórház főkönyvelője lett. Édesanyja adminisztrátor volt.
Középiskolái befejezése után felvették a Színművészeti Főiskola színész szakára, majd az egyik rostavizsgán alkalmatlannak találták a pályára. Ezután különféle munkahelyeken dolgozott, majd 1957-ben az Állami Bábszínház tagja lett, ahol három évadon át színészként tevékenykedett. 1960-ban állami ösztöndíjjal a prágai Művészeti Akadémia bábművészeti tanszékének hallgatója lett, ahol 1963-ban bábrendező-dramaturgként kitüntetéssel végzett. Tanulmányai végeztével visszatért az Állami Bábszínházhoz, ahol rendezőként dolgozott. 1966-tól kilenc évadon át különböző drámai színházaknál rendezett, majd 1975-től visszatért a Bábszínházhoz, mint az országos részleg művészeti vezetője. Budapesti munkahelyén kívül több újonnan alakuló bábszínháznál, valamint külföldön és a Magyar Televíziónál is több alkalommal rendezett.
1964-től 1994-ig a Színháztudományi Intézet (később Magyar Színházi Intézet, jelenleg Országos Színháztörténeti Múzeum és Intézet) tudományos munkatársaként a cseh, szlovák, lengyel, bolgár és a jugoszláviai színházak szakreferense, a nyelvterületeihez tartozó számos dráma fordítója. Ekkor kezdett tanulmányírással is foglalkozni. Több könyvet írt és szerkesztett a lengyel és a cseh színházról, valamint a bábjáték elméletéről.
Az Állami Bábszínház és jogutódja, a Budapest Bábszínház kötelékében működő bábszínészképző tanára, ill. vezetője.
1998 és 2004 között a Képzőművészeti Főiskola látványtervező tanszékén tanít.
Az UNIMA (Nemzetközi Bábművész Szövetség) Magyar Központjának alelnöke majd elnöke, jelenleg örökös tiszteletbeli elnöke, 2000 és 2008 között a nemzetközi VB tagja.
Rendszeresen publikál hazai és külföldi színházi folyóiratokban, több színházi lexikon, antológia szerkesztője, munkatársa, szerkesztőbizottságának tagja. A Kortárs magyar színészlexikon (1991) és az Új kortárs magyar színészlexikon (2000) egyik szakszerkesztője.

## Magánélete
1963-ban házasságot kötött Mattyasovszky Ágnessel. Egy lányuk van, Eszter (1971) és két unokájuk, Ambrus Bendegúz (2003) és Ambrus Nimród (2005).

## Iskolái
- Madách Imre Gimnázium, gimnáziumi érettségi (1954)
- Színművészeti Főiskola, Budapest
- Akadémie múzických umění, Divadelní fakulta, Prága, 1963.
- Magiszteri akadémiai cím (magistr/Mgr.) 1995.
- MLEE, filozófia-esztétika, 1979.

## Fontosabb rendezései
- Hans Christian Andersen-František Pavlíček: A csalogány (Kassai Állami Bábszínház, Csehszlovákia, 1963, vizsgarendezés)
- Ludvik Aškenazy-Végh György-Balogh Géza: Ellopták a Holdat! (Állami Bábszínház, 1964)
- Pápa Relly: Dani Bogárországban (Állami Bábszínház, 1965)
- Krzysztof Choiński: Riadó (Honvéd Művészegyüttes, 1967)
- Szilágyi György-Semsei Jenő: Hogy is volt...? (Mezei Évával, Honvéd ME, 1967)
- Iszidor Stok-Balogh Géza: A világ teremtése (Honvéd ME, 1967)
- John Reed-Eörsi István-Gyurkó László-Mezei Éva-Balogh Géza-Novák Ferenc: Tíz nap, amely megrengette a világot (Mezei Évával, Honvéd ME,1967)
- Jean Kerr: Mary, Mary (Jókai Színház, Békéscsaba, 1971)
- Szigligeti Ede: Nagyapó (Jókai Színház, 1972)
- Joseph Kesselring: Arzén és levendula (Jókai Színház, 1973)
- Carlo Gozzi-Heltai Jenő: A szarvaskirály (Jókai Színház, 1973)
- Valentyin Katajev: A kör négyszögesítése (Jókai Színház, 1973)
- Valentyin Katajev: Bolond vasárnap (Népszínház, Narodno pozorište, Szabadka, Jugoszlávia, 1973)
- Bródy Sándor: A tanítónő (Lunacsarszkij Színház, Penza, Szovjetunió, 1974)
- Grigorij Gorin: A gyújtogató (Katona József Színház, Kecskemét, 1974)
- Örkény István: Macskajáték (Nyugat-csehországi Városi Színház, Cheb, Csehszlovákia, 1975)
- Arany János-Gáli József: Rózsa és Ibolya (Állami Bábszínház,1978, 1993)
- Gogol-Balogh G.: Az orr (Állami Bábszínház,1979)
- Samuel Beckett: Jelenet szöveg nélkül II. (Állami Bábszínház, 1999)
- Vargha Balázs: Jeles napok (Állami Bábszínház, 1981)
- Manuel de Falla: Pedro mester bábszínháza (Állami Bábszínház, 1982)
- Carlo Gozzi-Heltai Jenő: A szarvaskirály (Állami Bábszínház, 1983)
- Alfred Jarry: Übü király (Állami Bábszínház, 1985)
- James Matthew Barrie: Pán Péter (Állami Bábszínház, 1988)
- Balogh G.: Doktor Faust (Állami Bábszínház, 1990)
- Rudyard Kipling-Balogh G.: A dzsungel könyve (Állami Bábszínház 1991)
- Muszorgszkij-Balogh G.: Egy kiállítás képei (Budapest Bábszínház, 1993)
- Balogh G.: Ali baba és a negyven rabló (Budapest Bábszínház, 1993)
- Jean Bodel: Szent Miklós csodája (Budapest Bábszínház, 1994)
- Fazekas Mihály-Balogh G.: Lúdas Matyi (Mesebolt Bábszínház, Szombathely, 1994)
- Benedek Elek-Balogh G.: Többsincs királyfi (Vojtina Bábszínház, Debrecen, 1995, 2002)
- Arany János-Gáli József: Rózsa és Ibolya (Nagyvárad, Románia, 1998)
- Petőfi Sándor-Éltető József: János vitéz (Mesebolt Bábszínház, Szombathely, 1999)
- Bartók Béla-Balázs Béla: A kékszakállú herceg vára (Budapest Bábszínház, 2004)
- Joseph Haydn: Az égő ház (Kövér Béla Bábszínház, Szeged, 2004)
- Carlo Gozzi-Heltai Jenő: A szarvaskirály (Budapest Bábszínház, 2007)

### Bábfilmje
- Fodor Sándor-Zahora Mária: Csipike, az óriás törpe (MTV, 61 perc, 1984)

### Televíziós bábjátékai
- Szűcs Bernát: A tücsök hegedűje (MTV, 60 perc, 1982)
- Manuel de Falla: Pedro mester bábszínháza (MTV, 32 perc, 1982)
- Fésűs Éva: Nyúl a cilinderben (MTV, 55 perc, 1983)
- Babay József: Kis Pék Peti (MTV, 58 perc, 1984)
- Kormos István- Balogh G.: A zsiráfnyakú cica (MTV, 61 perc, 1985)
- Arany László-Balogh G.: Az aranymadár (MTV, 62 perc, 1985)
- Betyárrapszódia (Liszt Ferenc II. magyar rapszódiájára, MTV, 12 perc,1986)
- Békés József: A csodakút (MTV, 57 perc, 1990)
- Rossini: A gyönyör kisvasútja (MTV, 15 perc, 1992)

## Könyvei
- A Napsugár fél évszázada; Békés Megye Képviselő-testülete Magyar Művelődési Központja és Kézműves Szakiskolája, Békéscsaba, 1999 (Békési műhely)
- Bábszínház 1949–1999; szerk. Balogh Géza, tan. Molnár Gál Péter; Budapest Bábszínház, Bp., 1999
- A bábjáték Magyarországon. A mesebarlangtól a Budapest Bábszínházig; Budapest Bábszínház–Vince, Bp., 2010
- Fejezetek a bábjáték történetéből; OSZMI, Bp., 2015 (Bábtár)
- Németh Antal színháza. Életút és pályakép történelmi keretben; Nemzeti Színház, Bp., 2015 (Nemzeti Színház kiskönyvtára) + DVD